# Italiens Grand Prix 2012
Italiens Grand Prix 2012, officiellt Formula 1 Gran Premio Santander d'Italia 2012, var en Formel 1-tävling som hölls den 9 september 2012 på Autodromo Nazionale Monza i Monza, Italien. Det var den trettonde tävlingen av Formel 1-säsongen 2012 och kördes över 53 varv. Vinnare av loppet blev Lewis Hamilton för McLaren, tvåa blev Sergio Pérez för Sauber och trea blev Fernando Alonso för Ferrari.

## Kvalet
| KR. | Nr | Förare             | Konstruktör          | Q1        | Q2       | Q3       | Grid |
| --- | -- | ------------------ | -------------------- | --------- | -------- | -------- | ---- |
| 1   | 4  | Lewis Hamilton     | McLaren-Mercedes     | 1.24,211  | 1.24,394 | 1.24,010 | 1    |
| 2   | 3  | Jenson Button      | McLaren-Mercedes     | 1.24,672  | 1.24,255 | 1.24,133 | 2    |
| 3   | 6  | Felipe Massa       | Ferrari              | 1.24,882  | 1.24,505 | 1.24,247 | 3    |
| 4   | 11 | Paul di Resta      | Force India-Mercedes | 1.24,875  | 1.24,345 | 1.24,304 | 91   |
| 5   | 7  | Michael Schumacher | Mercedes             | 1.25,302  | 1.24,675 | 1.24,540 | 4    |
| 6   | 1  | Sebastian Vettel   | Red Bull-Renault     | 1.25,011  | 1.24,687 | 1.24,802 | 5    |
| 7   | 8  | Nico Rosberg       | Mercedes             | 1.24,689  | 1.24,515 | 1.24,833 | 6    |
| 8   | 9  | Kimi Räikkönen     | Lotus-Renault        | 1.25,151  | 1.24,742 | 1.24,855 | 7    |
| 9   | 14 | Kamui Kobayashi    | Sauber-Ferrari       | 1.25,317  | 1.24,683 | 1.25,109 | 8    |
| 10  | 5  | Fernando Alonso    | Ferrari              | 1.24,175  | 1.24,242 | 1.25,678 | 10   |
| 11  | 2  | Mark Webber        | Red Bull-Renault     | 1.25,556  | 1.24,809 |          | 11   |
| 12  | 18 | Pastor Maldonado   | Williams-Renault     | 1.25,103  | 1.24,820 |          | 222  |
| 13  | 15 | Sergio Pérez       | Sauber-Ferrari       | 1.25,300  | 1.24,901 |          | 12   |
| 14  | 19 | Bruno Senna        | Williams-Renault     | 1.25,135  | 1.25,042 |          | 13   |
| 15  | 16 | Daniel Ricciardo   | Toro Rosso-Ferrari   | 1.25,728  | 1.25,312 |          | 14   |
| 16  | 10 | Jérôme d'Ambrosio  | Lotus-Renault        | 1.25,834  | 1.25,408 |          | 15   |
| 17  | 17 | Jean-Éric Vergne   | Toro Rosso-Ferrari   | 1.25,649  | 1.25,441 |          | 16   |
| 18  | 20 | Heikki Kovalainen  | Caterham-Renault     | 1.26,382  |          |          | 17   |
| 19  | 21 | Vitalij Petrov     | Caterham-Renault     | 1.26,887  |          |          | 18   |
| 20  | 24 | Timo Glock         | Marussia-Cosworth    | 1.27,039  |          |          | 19   |
| 21  | 25 | Charles Pic        | Marussia-Cosworth    | 1.27,073  |          |          | 20   |
| 22  | 23 | Narain Karthikeyan | HRT-Cosworth         | 1.27,441  |          |          | 21   |
| 23  | 22 | Pedro de la Rosa   | HRT-Cosworth         | 1.27,629  |          |          | 23   |
| 24  | 12 | Nico Hülkenberg    | Force India-Mercedes | Ingen tid |          |          | 243  |

| Vidare från första kvalrundan ▬▬ Vidare från andra kvalrundan ▬▬ |

Noteringar:
- ^1  — Paul di Resta fick fem platsers nedflyttning för ett otillåtet växellådsbyte.[1]
- ^2  — Pastor Maldonado fick två fem-placeringsstraff från den föregående tävlingen.[2]
- ^3  — Nico Hülkenberg misslyckades att sätta en tid i den första kvalomgången.

## Loppet
| Pos. | Nr | Förare             | Konstruktör          | Varv | Tid          | Grid | P  |
| ---- | -- | ------------------ | -------------------- | ---- | ------------ | ---- | -- |
| 1    | 4  | Lewis Hamilton     | McLaren-Mercedes     | 53   | 1:19.41,221  | 1    | 25 |
| 2    | 15 | Sergio Pérez       | Sauber-Ferrari       | 53   | +4,356       | 12   | 18 |
| 3    | 5  | Fernando Alonso    | Ferrari              | 53   | +20,594      | 10   | 15 |
| 4    | 6  | Felipe Massa       | Ferrari              | 53   | +29,667      | 3    | 12 |
| 5    | 9  | Kimi Räikkönen     | Lotus-Renault        | 53   | +30,881      | 7    | 10 |
| 6    | 7  | Michael Schumacher | Mercedes             | 53   | +31,259      | 4    | 8  |
| 7    | 8  | Nico Rosberg       | Mercedes             | 53   | +33,550      | 6    | 6  |
| 8    | 11 | Paul di Resta      | Force India-Mercedes | 53   | +41,057      | 9    | 4  |
| 9    | 14 | Kamui Kobayashi    | Sauber-Ferrari       | 53   | +43,898      | 8    | 2  |
| 10   | 19 | Bruno Senna        | Williams-Renault     | 53   | +48,144      | 13   | 1  |
| 11   | 18 | Pastor Maldonado   | Williams-Renault     | 53   | +48,682      | 22   |    |
| 12   | 16 | Daniel Ricciardo   | Toro Rosso-Ferrari   | 53   | +50,316      | 14   |    |
| 13   | 10 | Jérôme d'Ambrosio  | Lotus-Renault        | 53   | +1.15,861    | 15   |    |
| 14   | 20 | Heikki Kovalainen  | Caterham-Renault     | 52   | +1 varv      | 17   |    |
| 15   | 21 | Vitalij Petrov     | Caterham-Renault     | 52   | +1 varv      | 18   |    |
| 16   | 25 | Charles Pic        | Marussia-Cosworth    | 52   | +1 varv      | 20   |    |
| 17   | 24 | Timo Glock         | Marussia-Cosworth    | 52   | +1 varv      | 19   |    |
| 18   | 22 | Pedro de la Rosa   | HRT-Cosworth         | 52   | +1 varv      | 23   |    |
| 19   | 23 | Narain Karthikeyan | HRT-Cosworth         | 52   | +1 varv      | 22   |    |
| 20   | 2  | Mark Webber        | Red Bull-Renault     | 51   | Däck         | 11   |    |
| 21   | 12 | Nico Hülkenberg    | Force India-Mercedes | 50   | Bromsar      | 24   |    |
| 22   | 1  | Sebastian Vettel   | Red Bull-Renault     | 47   | Generator    | 5    |    |
| Ret  | 3  | Jenson Button      | McLaren-Mercedes     | 32   | Bränsletryck | 2    |    |
| Ret  | 17 | Jean-Éric Vergne   | Toro Rosso-Ferrari   | 8    | Upphägning   | 16   |    |

| Förare och stall som tog poäng ▬▬ |

## Ställning efter loppet
|     | Pos. | Förare           | Poäng |
| --- | ---- | ---------------- | ----- |
| ▬   | 1    | Fernando Alonso  | 179   |
| ▲ 3 | 2    | Lewis Hamilton   | 142   |
| ▲ 1 | 3    | Kimi Räikkönen   | 141   |
| ▼ 2 | 4    | Sebastian Vettel | 140   |
| ▼ 2 | 5    | Mark Webber      | 132   |

|     | Pos. | Konstruktör      | Poäng |
| --- | ---- | ---------------- | ----- |
| ▬   | 1    | Red Bull-Renault | 272   |
| ▬   | 2    | McLaren-Mercedes | 243   |
| ▲ 1 | 3    | Ferrari          | 226   |
| ▼ 1 | 4    | Lotus-Renault    | 217   |
| ▬   | 5    | Mercedes         | 126   |

- Notering: Endast de fem bästa placeringarna i vardera mästerskap finns med på listorna.